# Liste des musées de l'Hérault
La liste des musées de l'Hérault présente les musées du département français de l'Hérault.

## Agde
- Espace Molière : salle municipale d'exposition d'arts plastiques[1].
- Pôle des métiers d'Art d'Agde : chaque année, deux expositions thématiques mettent en scène une sélection de peintres, sculptures et objets d'art uniques[2].
- Moulin des évêques : Salle d'exposition[3].
- Musée agathois Jules-Baudou (Label Musée de France) : musée municipal d’arts et traditions populaires ainsi que de Beaux-Arts[4].

### Cap-d'Agde
- Musée de l'Éphèbe (musée de l’Ephèbe et d’archéologie sous-marine) (Label Musée de France) : présente les pièces retrouvées depuis plus de 50 ans dans le fleuve Hérault, en mer et dans l’étang de Thau[5].

### Grau d'Agde
- Belvédère de la criée : consacré à la découverte de la Criée[6].

### La Tamarissière
- Bunker 638 : ancien bunker restauré du Mur de la Méditerranée. Des scènes y sont reconstituées[7].

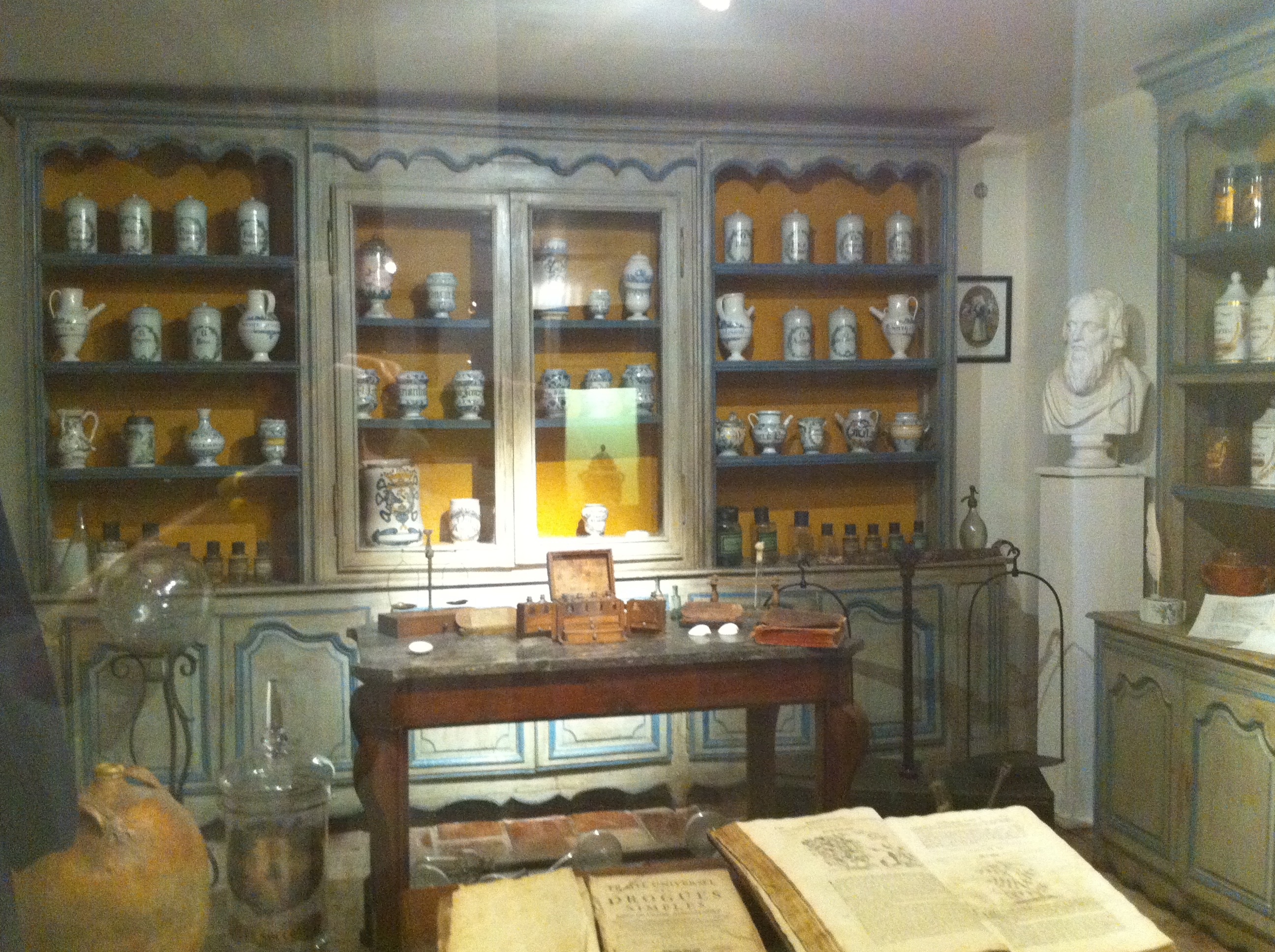
Pharmacie du musée agathois Jules-Baudou.
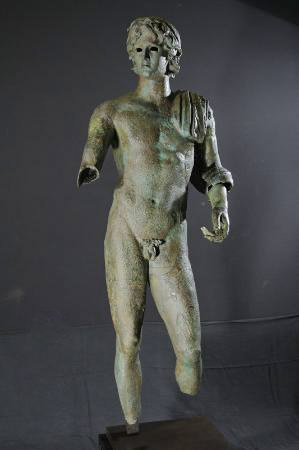
Statue de l'Ephèbe.
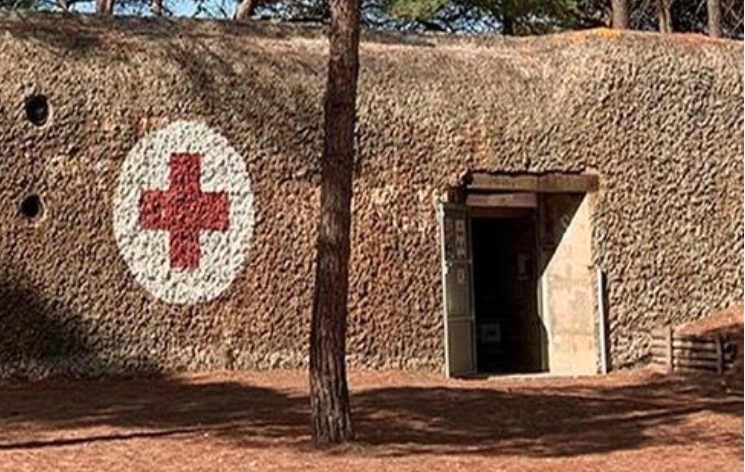
Bunker 638 à la Tamarissière.

## Bédarieux
- Musée du jouet et de l'objet ancien

## Béziers
- Espace Riquet : expositions d'artistes contemporains[8].
- Musée du Biterrois (Label Musée de France) : il présente des collections d'archéologie, de paléontologie, d'ethnologie, d'histoire et d'histoire naturelle[9].
- Musée des Beaux-Arts (Label Musée de France) : les collections vont de la fin du Moyen Âge à la période contemporaine, et sont réparties sur deux sites : l’Hôtel Fabrégat[10] et l’Hôtel Fayet[11].
- Musée de la faïence au château de Raissac : présente une collection de céramiques de plus de 6 000 pièces qui parcourt les grandes tendances du XVIe siècle jusqu’à aujourd’hui[12].
- Musée taurin : ouvert tous les ans entre le 1er juin et le 31 août. Présente les collections de l’Union taurine biterroise liées à la tauromachie[13].

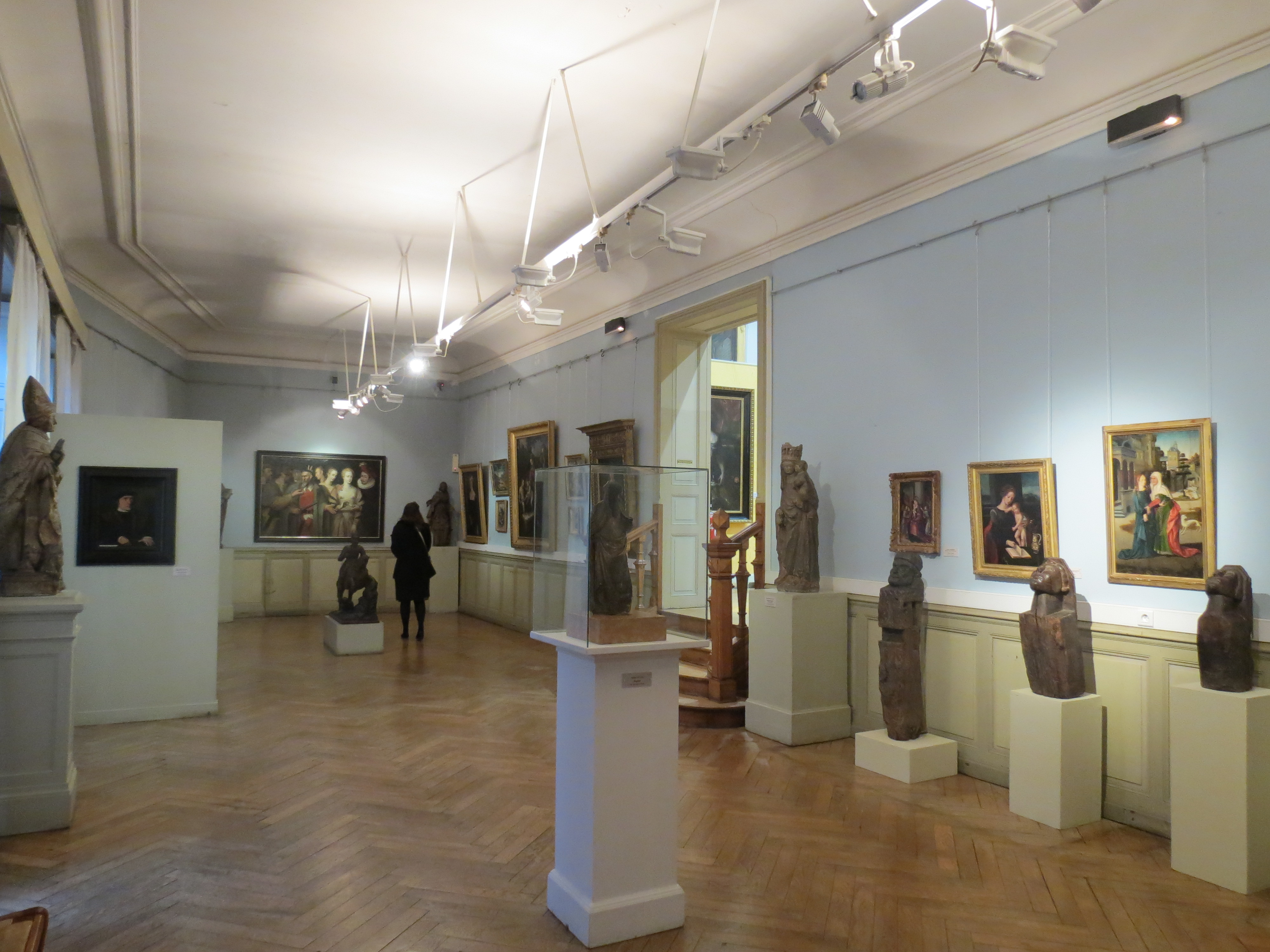
Musée des Beaux-arts de Béziers.
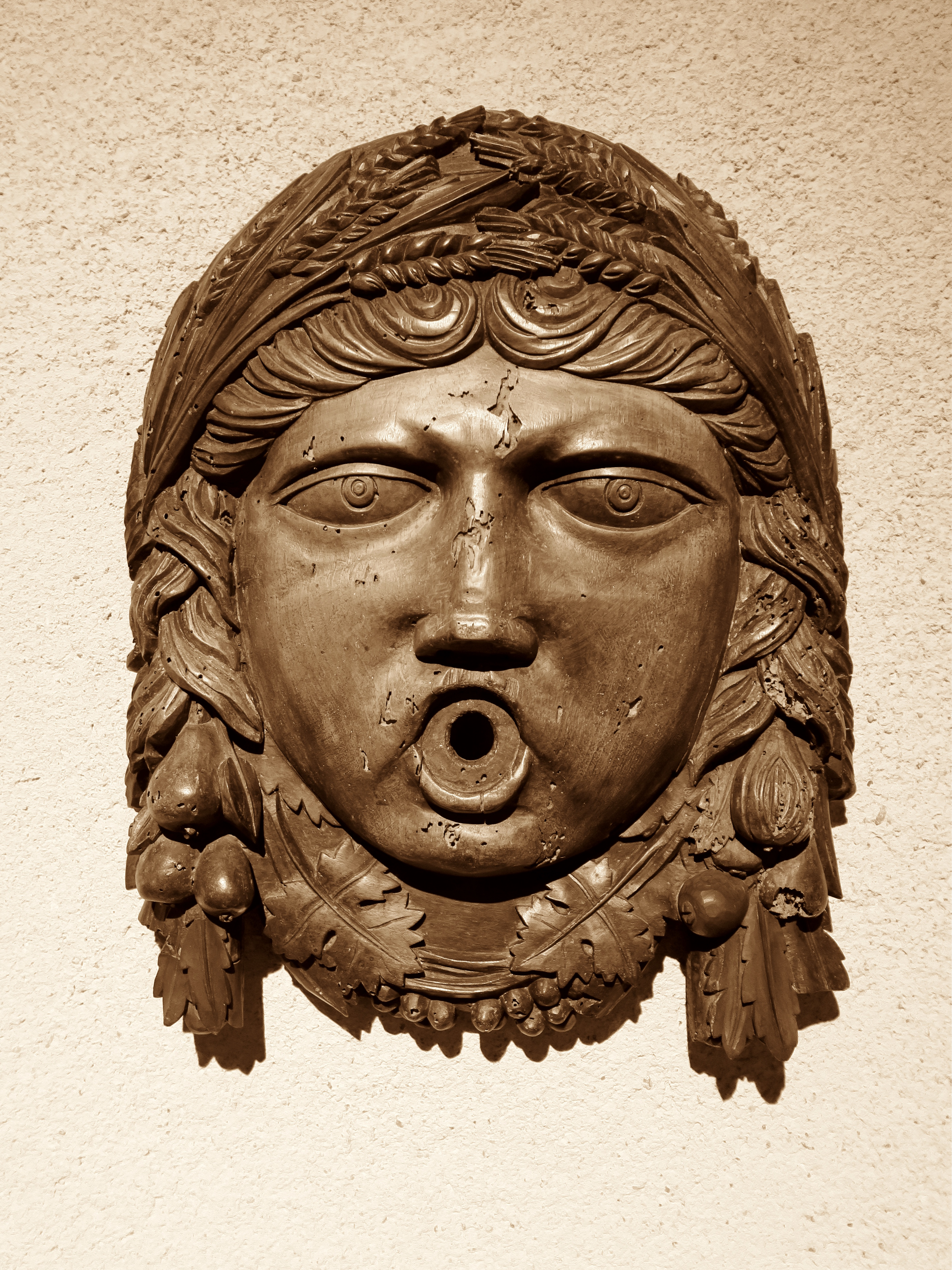
Musée du Biterrois.

## Boujan sur Libron
- Musée Chapy : présente une collection d'autos, motos et bicyclettes. Ouvert sur rendez-vous[14].

## Le Bousquet-d'Orb
- Les lumières de la mine : Espace muséographique mettant en scène une collection de lampes de mineurs[15].

## Bouzigues
- Musée de l'étang de Thau (Label Musée de France) : fait découvrir le travail des conchyliculteurs et des pêcheurs[16].
- Musée du sapeur pompier : abrite une collection d'objets liés au métier de sapeur pompier, depuis 1800 à nos jours[17].

## Cazouls-les-Beziers
- Musée des Émile vignerons au Domaine Castan[18].

## Claret
- La halle du verre (ou Musée du verre et centre verrier) : présente l’origine et la découverte du verre, son commerce durant l’Antiquité, son travail du Moyen Âge à l’époque moderne, soit près de 4000 ans de savoir-faire[19].

## Le Crès
- Musée saharien : présente l’histoire et les populations du Sahara[20].

## Cruzy
- Musée de Cruzy : Créé en 1975 par l'Association Culturelle Archéologique et Paléontologique dans un bâtiment mis à disposition par la commune de Cruzy. Il présente des collections paléontologique et archéologique. La partie archéologique présente des objets liés à l'histoire du village : poterie, bannière de la révolte des vignerons de 1907... L'entrée est libre et le visiteur peut faire un don à la sortie[21].

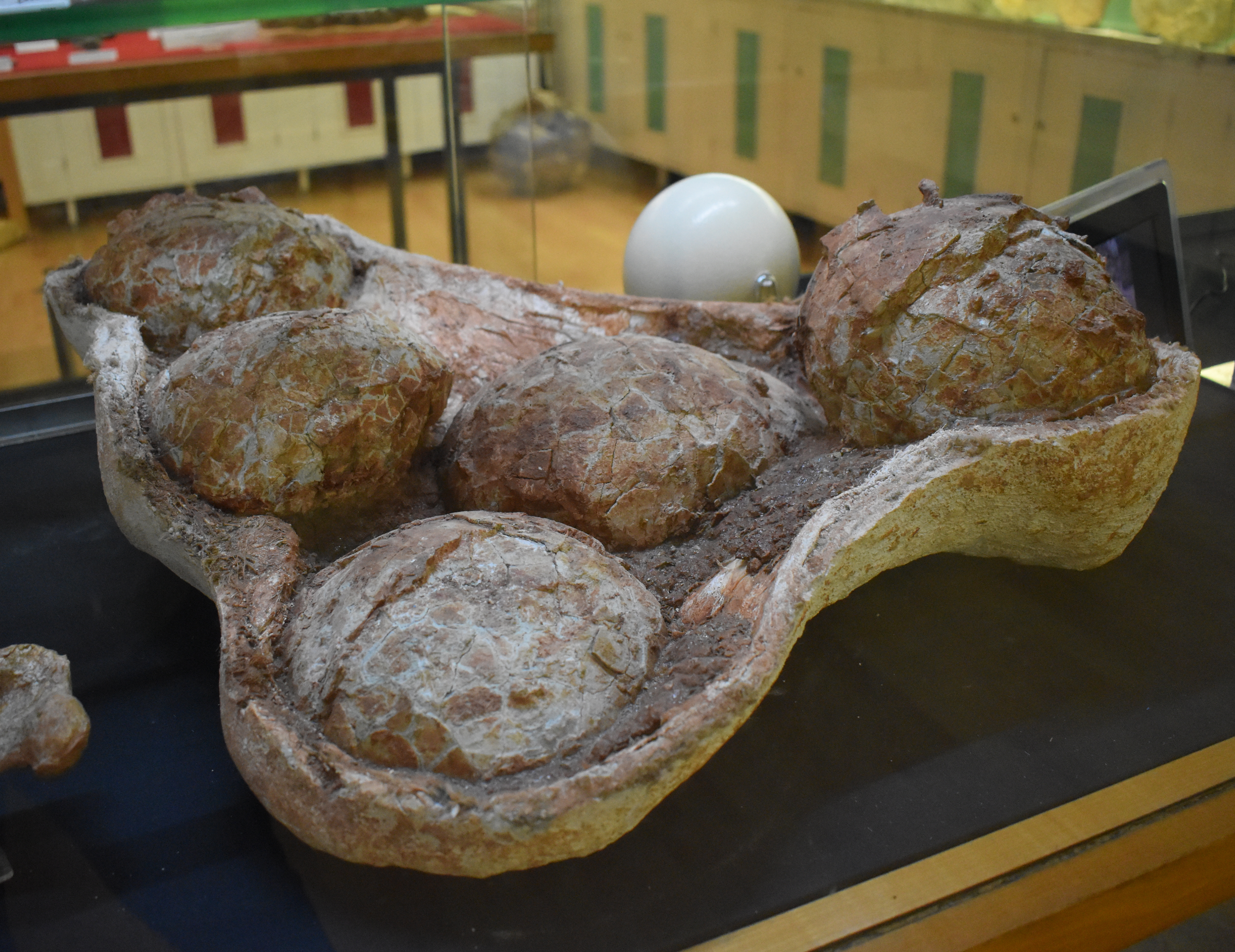
Œufs fossiles.
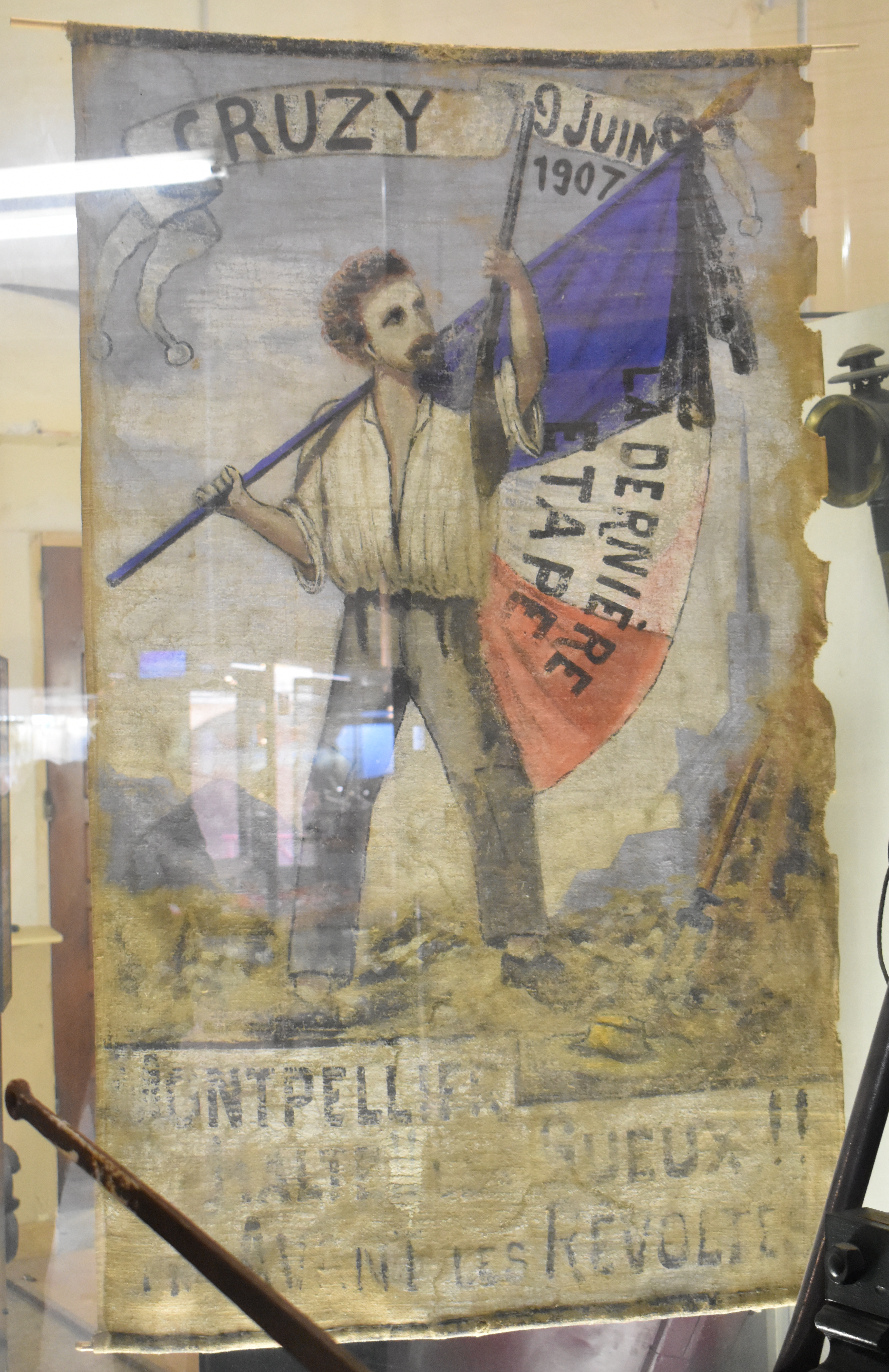
Bannière de 1907.
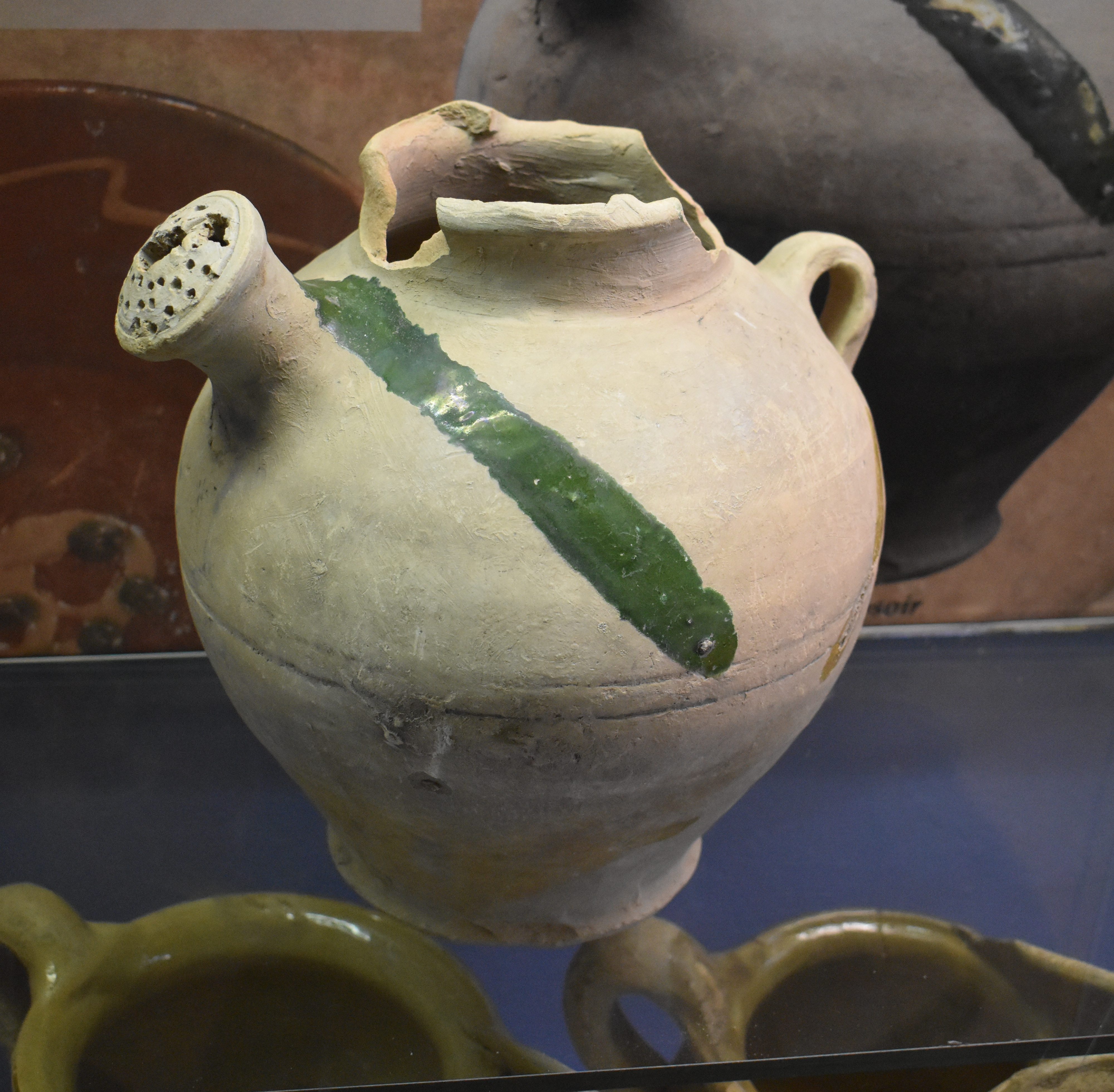
Poterie.

## Frontignan
- Musée municipal (Label Musée de France) : collections sur l'histoire de Frontignan de la préhistoire à l’art récent, des pièces d’archéologie sous marine, de nombreux objets du travail de la vigne et des expositions temporaires[22].

## Hérépian
- Musée de la cloche et de la sonnaille (Label Musée de France) : présente la fabrication et l’usage des sonnailles, des clarines, des grelots et des cloches d’églises[23].

## Lattes
- Musée archéologique Henri-Prades (Label Musée de France) : il expose divers objets, notamment ceux découverts sur le site de Lattara, l'ancienne ville de Lattes[24].

## Lavérune
- Musée Hofer-Bury : musée de peinture contemporaine[25].

## Lodève
- Musée de Lodève (ou Musée Fleury) (Label Musée de France) : musée d'art moderne, d'archéologie, de paléontologie et de sciences naturelles[26].
- Ô Marches du Palais : galerie d'exposition d'art contemporain[27].
- Halle Dardé : exposition de trois sculptures de Paul Dardé.

Musée de Lodève
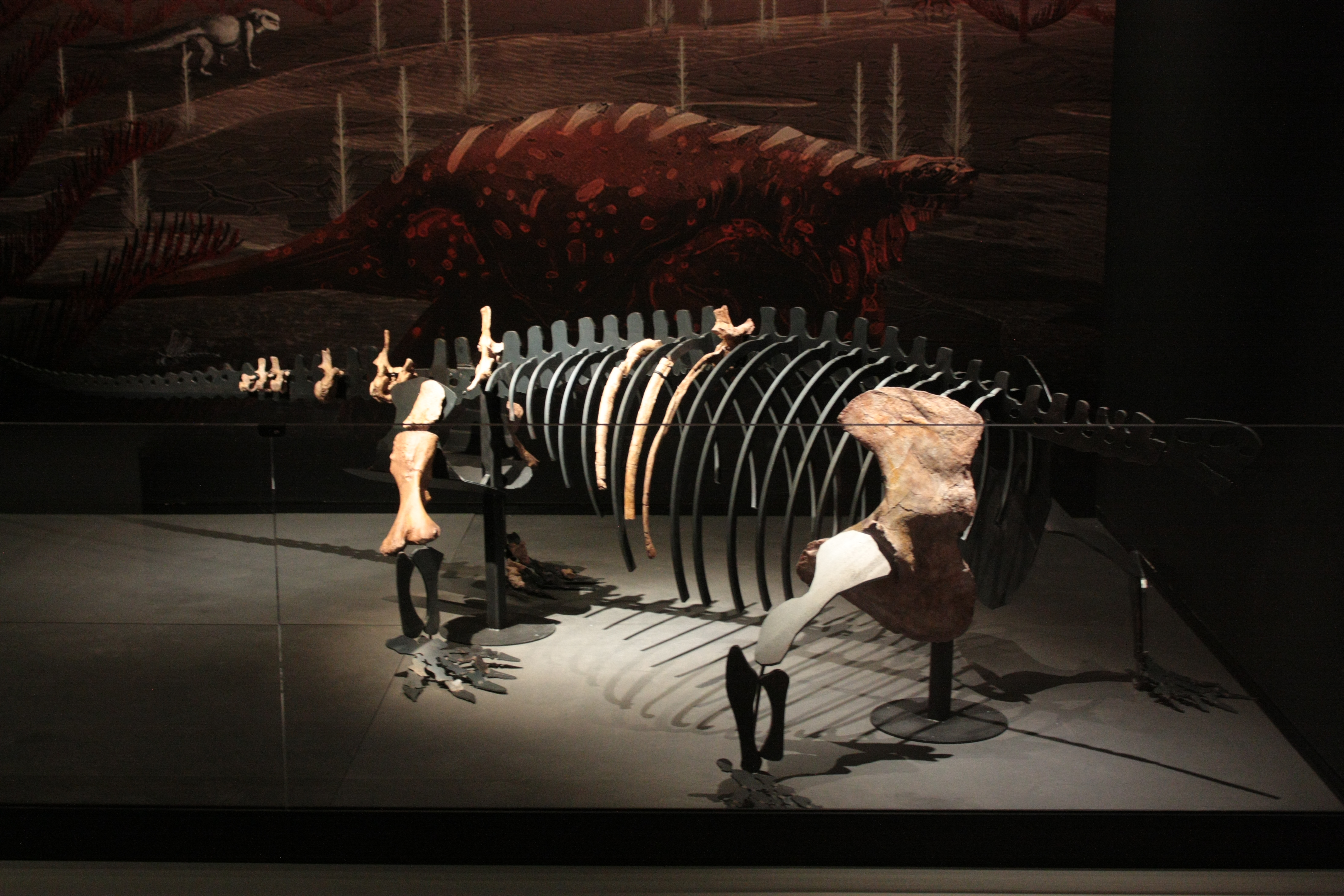
Squelette partiel d'un Lalieudorhynchus gandi.
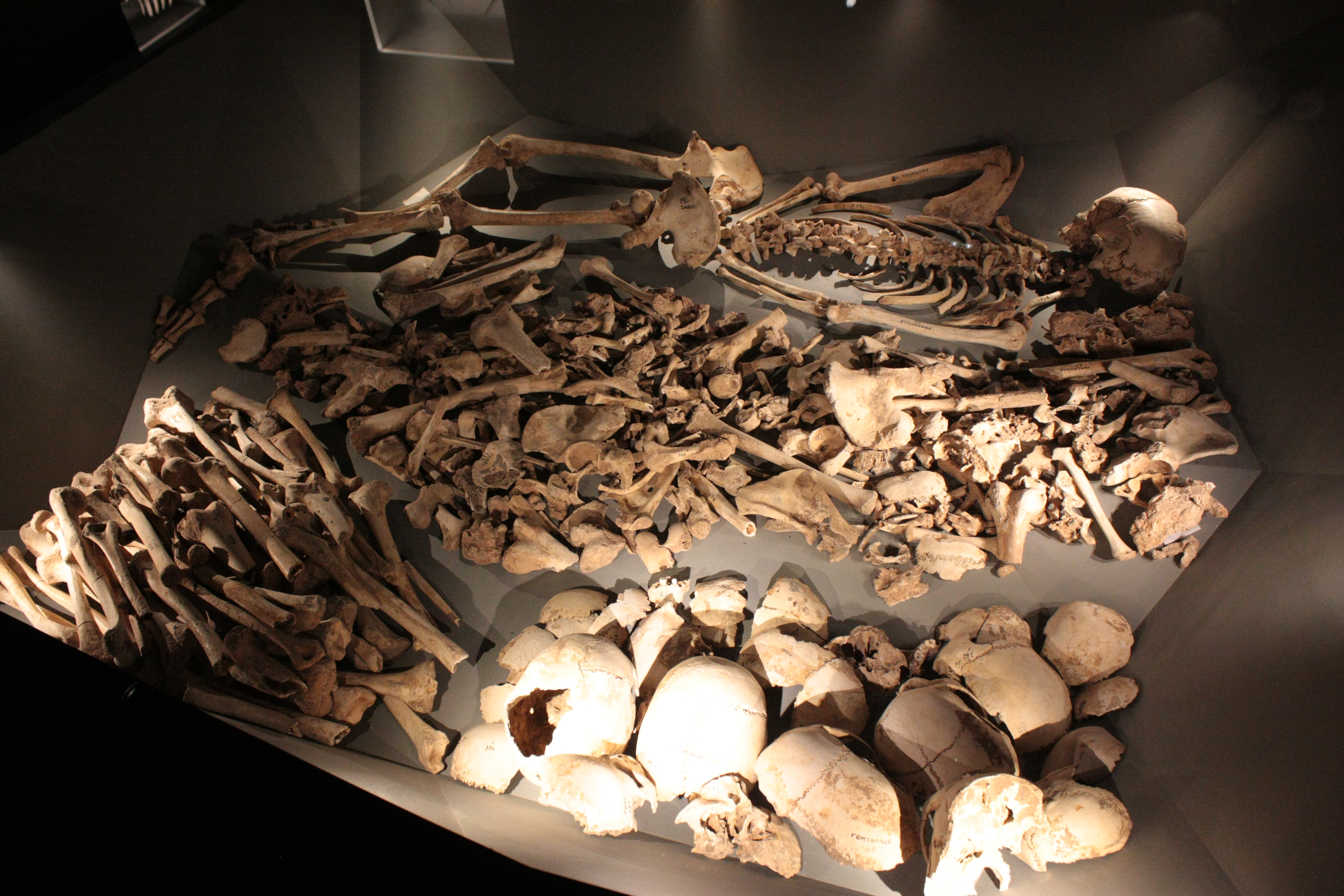
Reconstitution d'une sépulture collective.
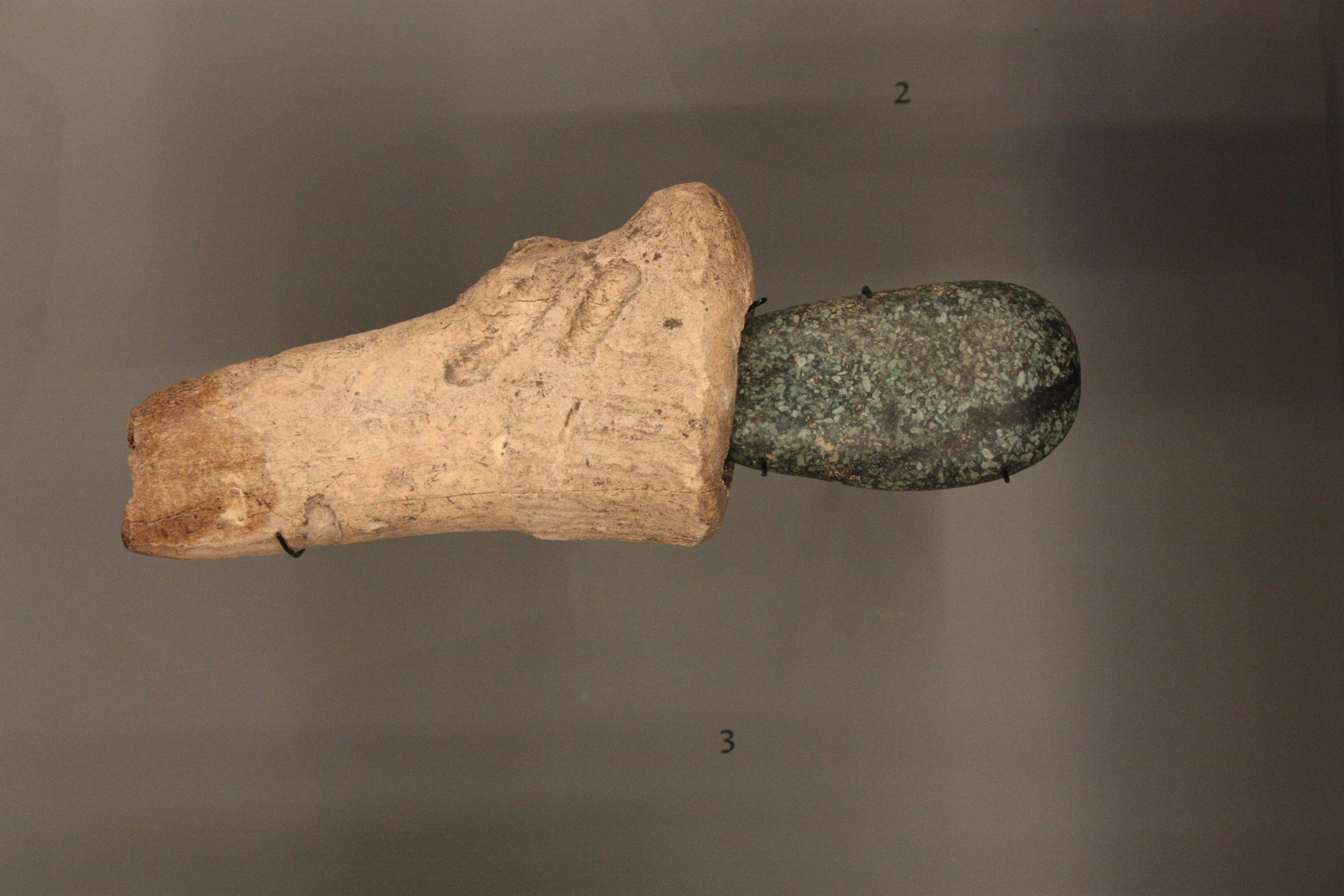
Hache en pierre et bois de cerf.

## Loupian
- Musée de site Villa-Loupian : site archéologique d'une villa gallo-romaine, très riche en mosaïques[28].

## Lunel
- Musée Médard (Label Musée de France) : à sa mort, en 1841, le commerçant et bibliophile, Louis Médard fait don de sa collection de livres à la commune. La collection regroupe des manuscrits du Moyen Âge, des éditions originales des XVIe et XVIIe siècles, des livres gravés du XVIIIe siècle, des fonds révolutionnaires[29]...
- Musée de la Tour des Prisons

## Les Matelles
- Maison des Consuls (Label Musée de France) : musée d'arts et d'archéologie[30].

## Mèze
- Musée parc des dinosaures à Mèze : musée paléontologique en plein air pour tous publics[31].

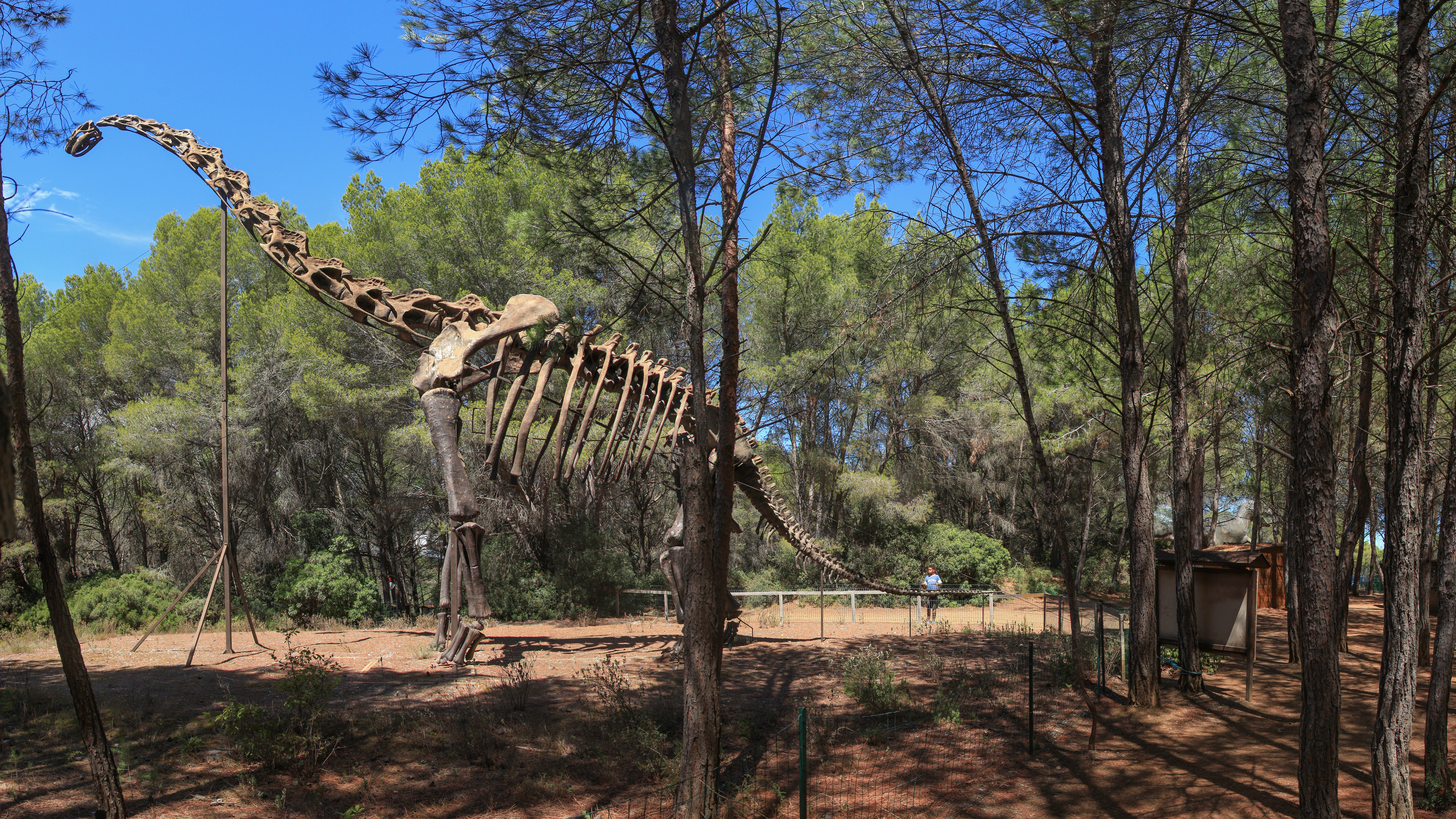
squelette reconstitué d'un sauropode.

## Minerve
- Musée d'archéologie et de paléontologie (Label Musée de France)[32].
- Musée Hurepel : présente sous forme de dioramas le récit de la tragique épopée des Cathares occitans[33].

## Montblanc
- Collection Barthe : collection créée par Monsieur Édouard Barthe, député et maire de Montblanc. La collection est exposée dans les locaux de la mairie[34].

## Montpellier
- L'Atelier-musée Fernand-Michel : ouvert en 2016, il présente une importante collection de pièces d'art brut et singulier[35].
- Carré Sainte-Anne : ancienne église néogothique désacralisée et métamorphosée en espace d’exposition d’art contemporain depuis 2011[36].
- Espace Dominique-Bagouet : lieu d'art et de patrimoine ouvert gratuitement au public. Dédié aux artistes régionaux du XIXe et du XXe siècle[37].
- Musée d'anatomie : il abrite plus de treize mille pièces. Il s’enrichit grâce à ses étudiants et à des médecins et chirurgiens qui offrent des pièces provenant de cas pathologiques observés[38].
- Musée Atger : présente plus de mille dessins des écoles française, italienne et flamande[39].
- Musée Fabre (Label Musée de France) : principal musée d'art de Montpellier[40].
- Musée des arts décoratifs Sabatier-d'Espeyran (Label Musée de France) : fait découvrir les cadres de vie des sociétés bourgeoises et aristocratiques des XVIIIe et XIXe siècles[41].
- Musée Fougau : musée d'Art et tradition populaire[42].
- Musée languedocien (Label Musée de France) : musée d'histoire et d'archéologie. Musée fermé[43].
- Musée de la pharmacie Albert-Ciurana : il permet de découvrir diverses facettes de la profession de pharmacien. Tous les objets, livres, meubles, bustes, peintures à l’huile, machines qui intéressent l’art pharmaceutique, proviennent de dons[44].
- Musée de l'Histoire de Montpellier : présente la naissance et l'histoire de la ville de Montpellier[45].
- Musée du vieux Montpellier (Label Musée de France) : présente des collections d'objets divers liés à l'histoire de Montpellier du Moyen Âge au XXe siècle[46].
- Pavillon populaire : lieu d'exposition consacré à l'art photographique[47].
- Musée des Moulages de l'Université Paul Valéry-Montpellier 3 : collection de moulages constituée à la fin du XIXe-début du XXe s. dans le but de servir à l'enseignement de l'histoire et de l'archéologie (classée au titre des Monuments historiques)[48].

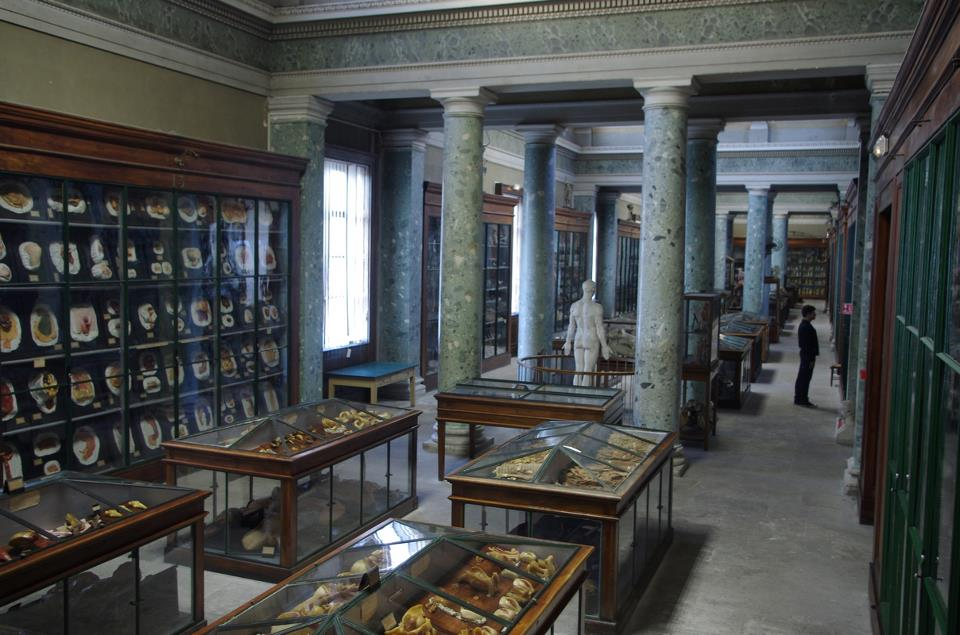
Musée d'anatomie.
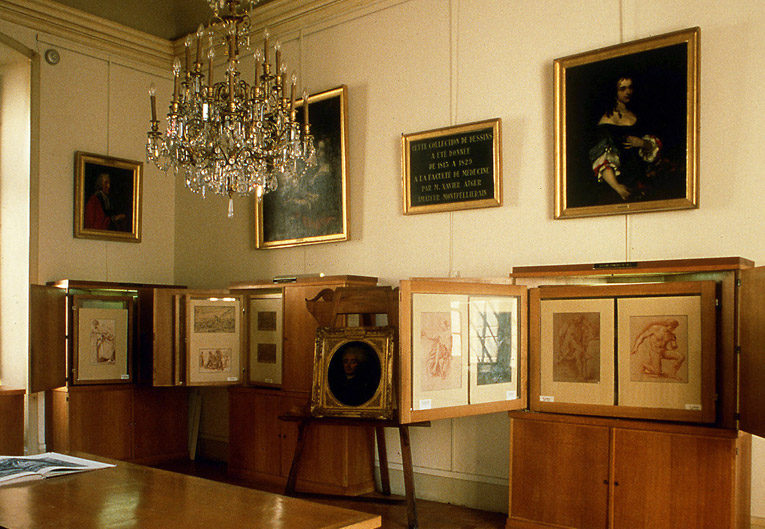
Musee Atger.
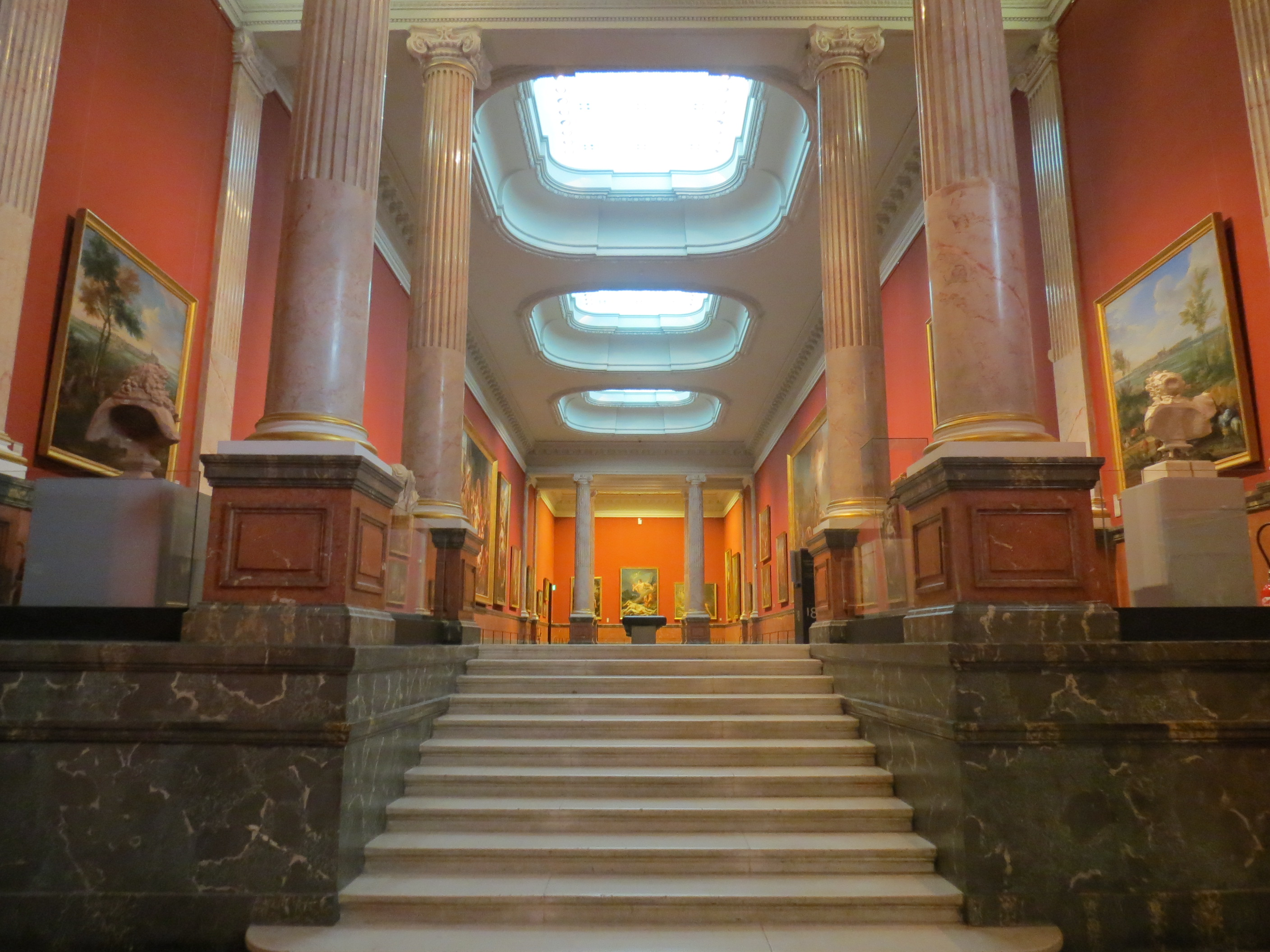
Musée Fabre.
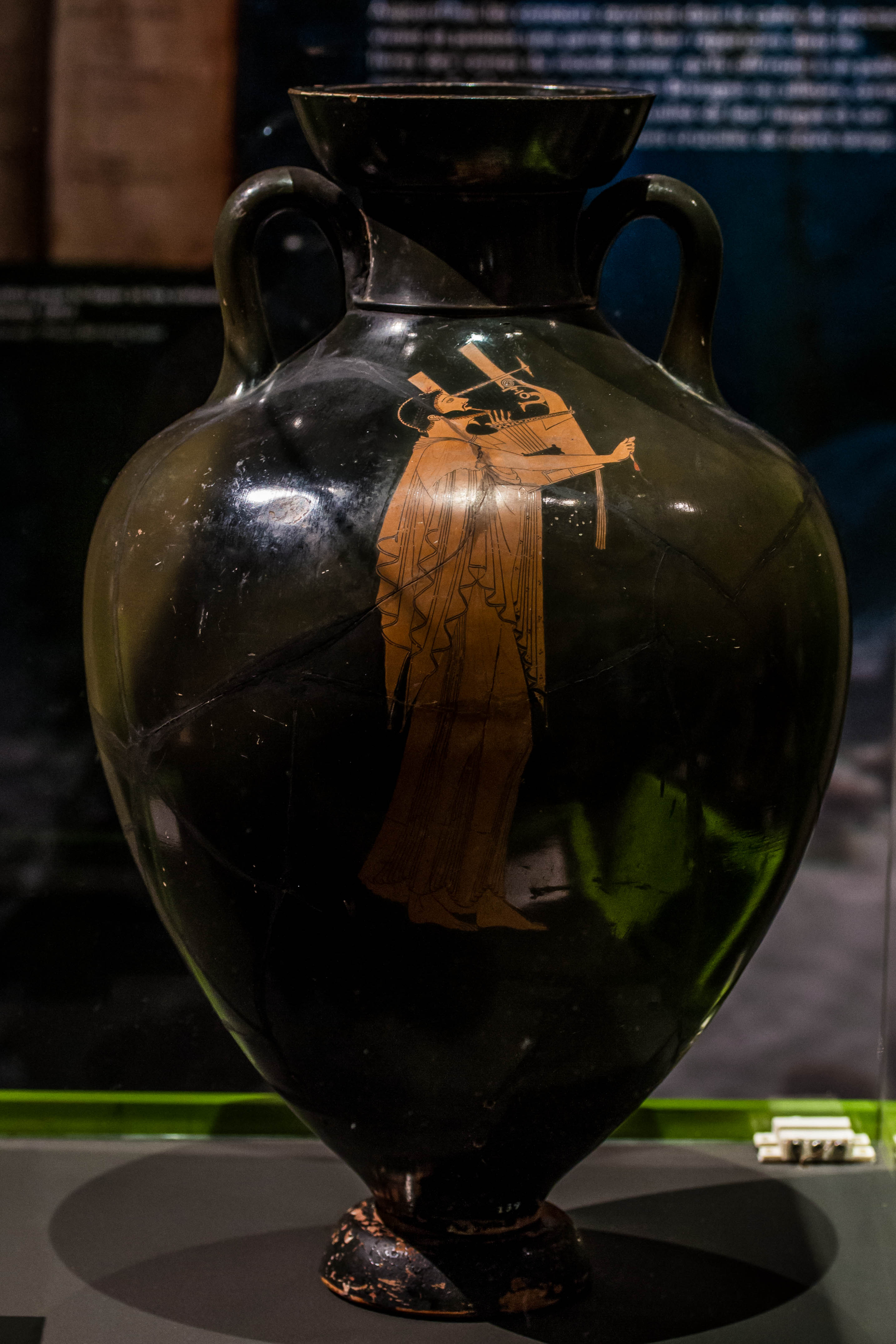
Musée languedocien.
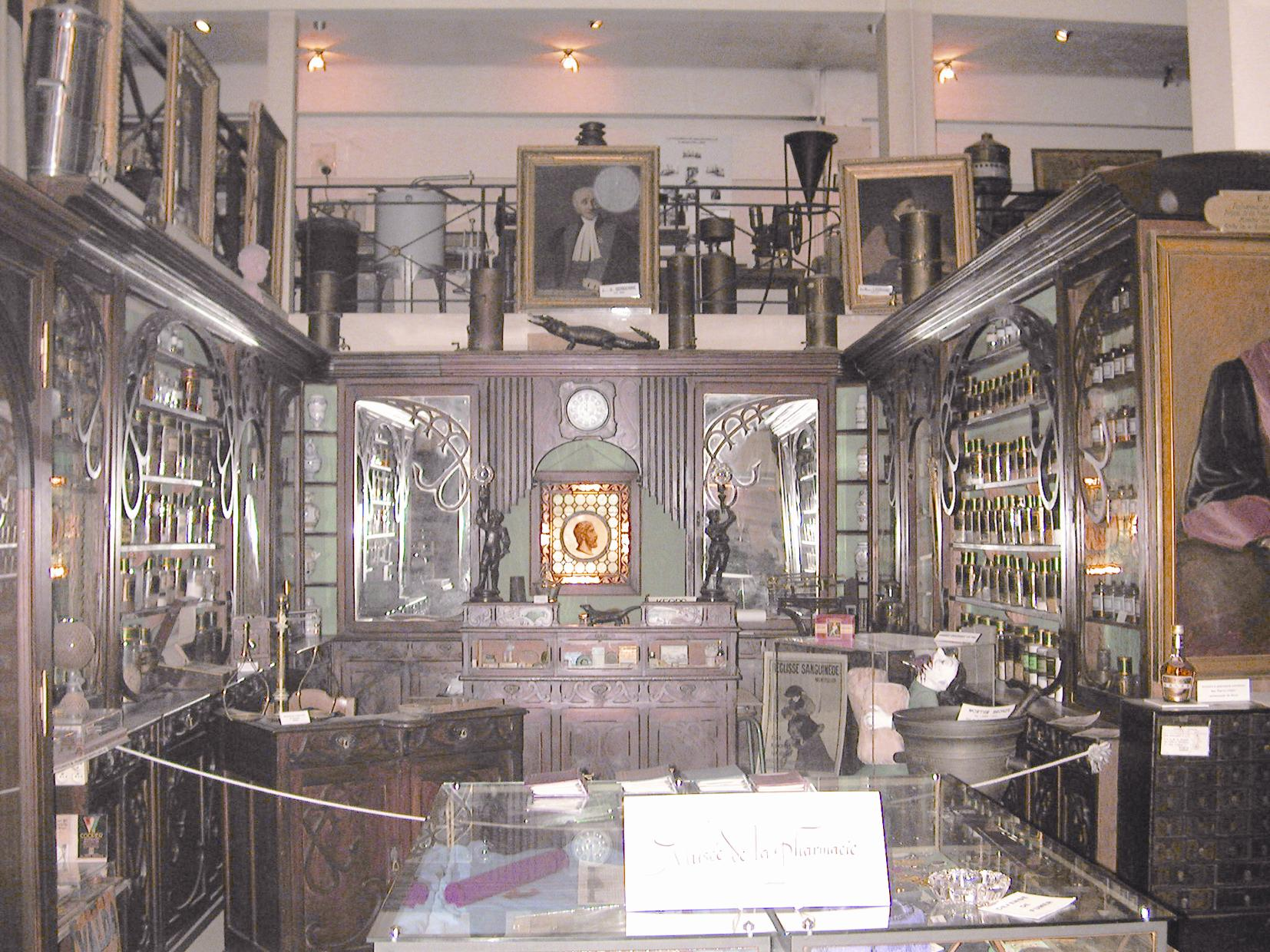
Musée de la pharmacie Albert Ciurana.
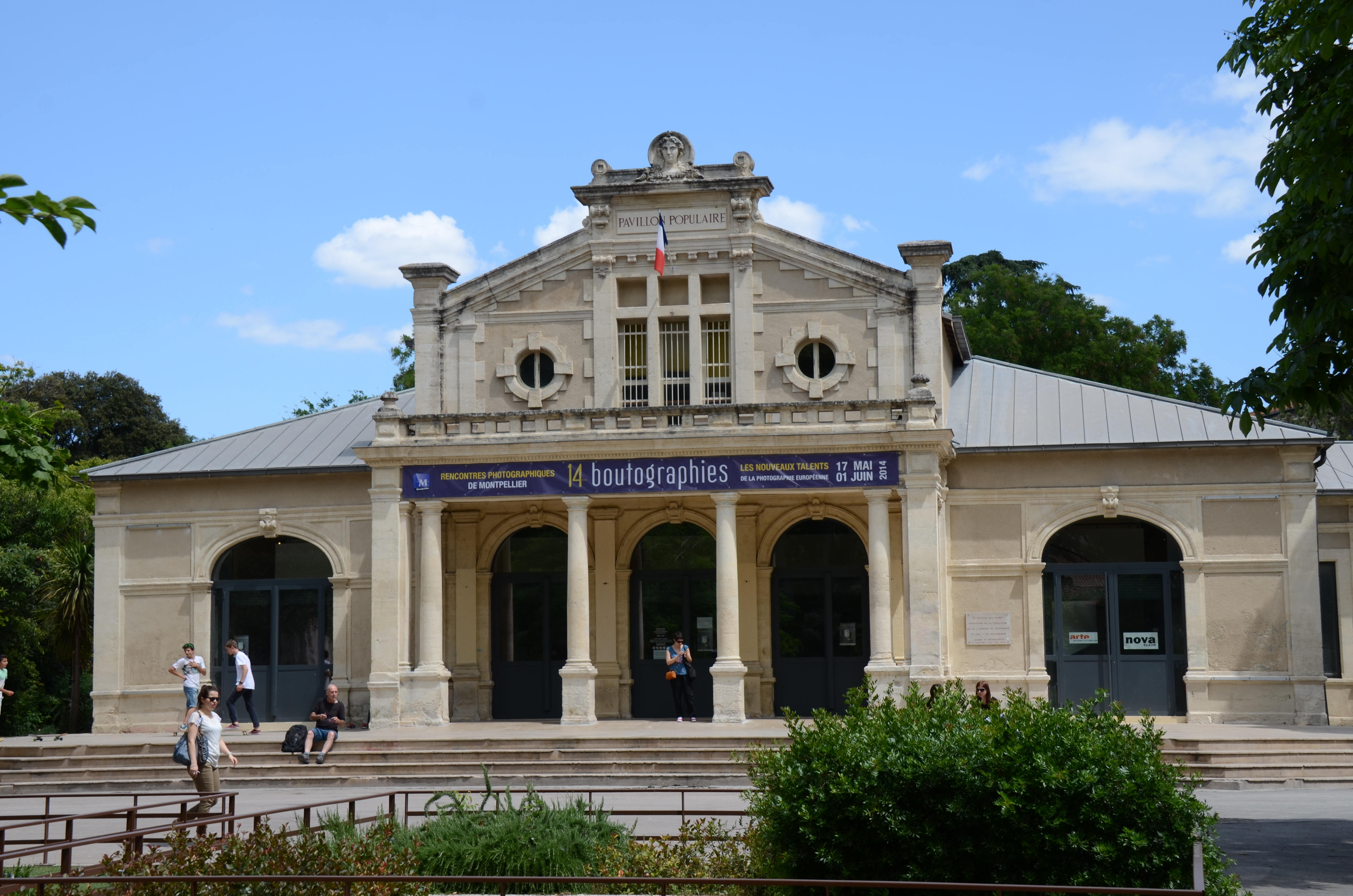
Pavillon populaire.
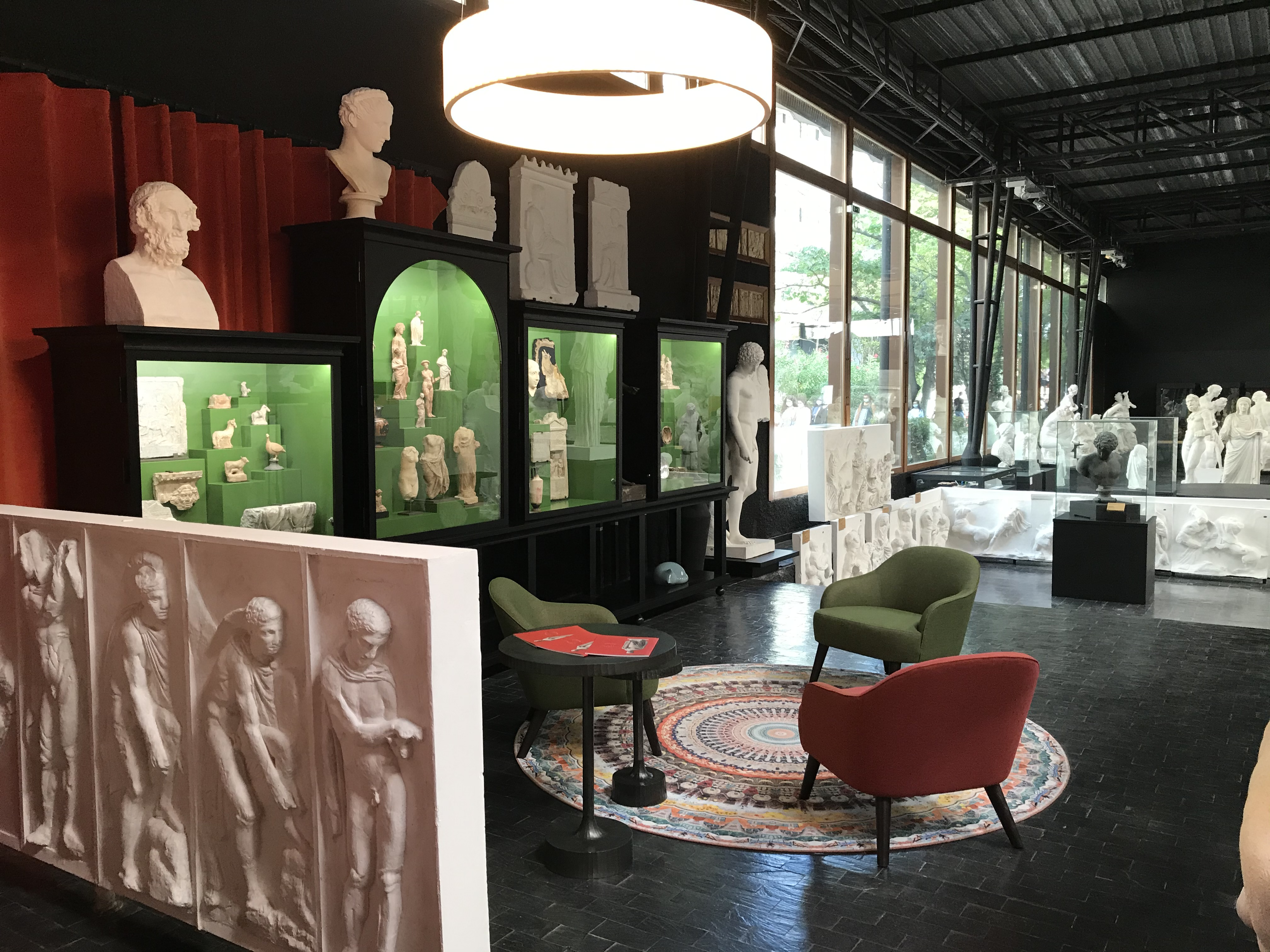
Musée des Moulages de l'Université Paul Valéry-Montpellier 3.

## Murviel-lès-Montpellier
- Musée Paul-Soyris d'archéologie (Label Musée de France) : musée municipal d’archéologie[49].

## Nissan-lez-Ensérune
- Musée de l'Oppidum d'Ensérune[50].

## Olargues
- Musée d'arts et traditions populaires : Histoire de la vie locale, collections d'outils, collections de peintures, reconstitutions d'ateliers d'artisans[51].

## Olonzac
- Musée archéologique du Minervois

## Palavas-les-Flots
- Musée Albert-Dubout : consacré au célèbre dessinateur et peintre, Albert Dubout[52].

## Pézenas
- L'A-Musée Boby-Lapointe : lieu de mémoire et présente une exposition permanente sur l’artiste Boby Lapointe[53].
- Musée de Vulliod Saint-Germain (Label Musée de France) : les collections présentées sont en lien avec l'histoire de la ville de Pézenas[54].
- Musée de la porte et de la ferronnerie : créé pour la sauvegarde des métiers du bois, ce musée présente une centaine de portes de Pézenas et de sa région (du XVIIe siècle à nos jours)[55].
- Musée du jouet : présente près de 6000 pièces venant de différents pays[56].

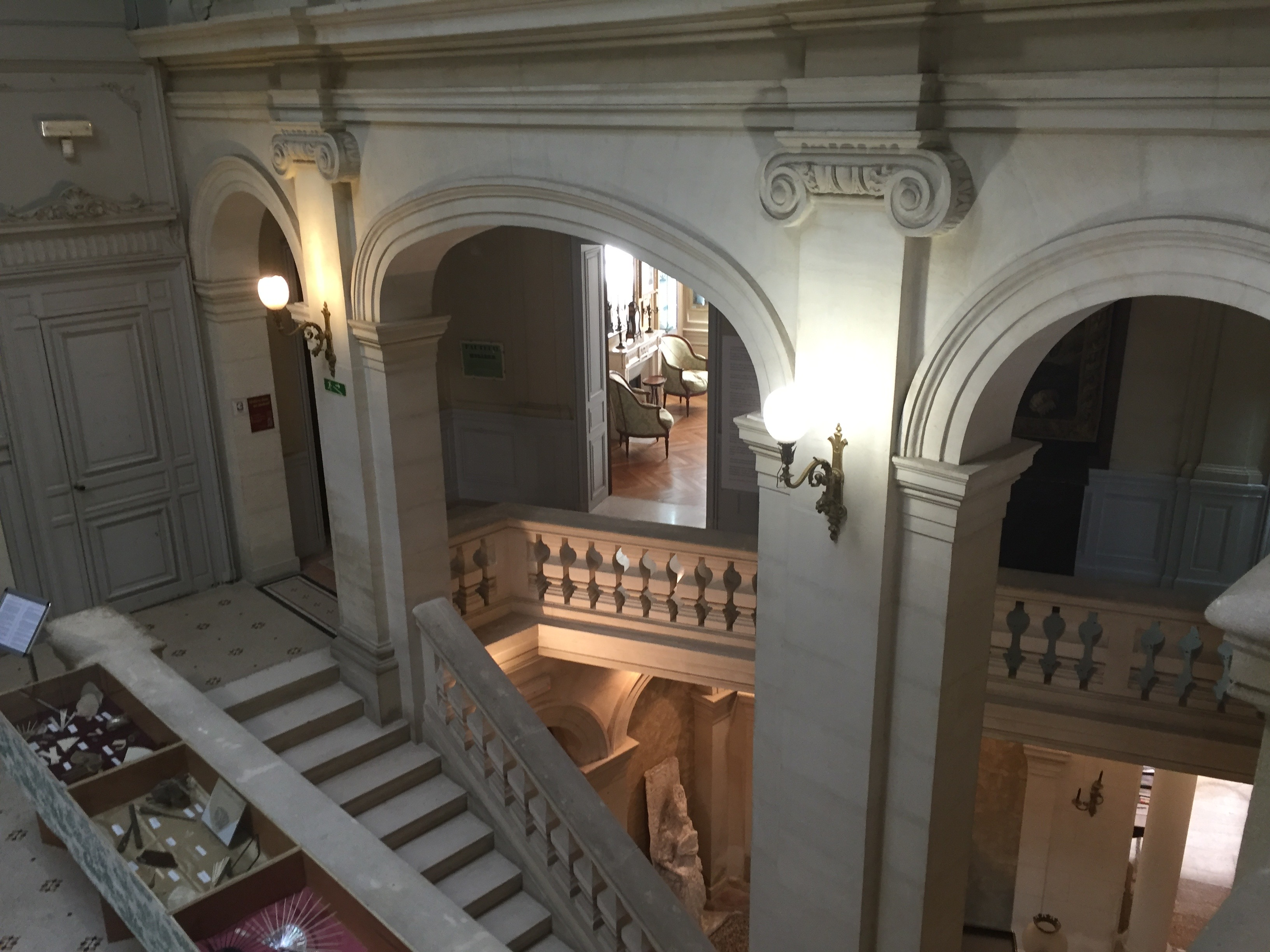
Musée de Vulliod Saint-Germain.

## Portiragnes
- Musée archéologique Jean-Saluste : rassemble les collections archéologiques découvertes sur le territoire de la commune de Portiragnes[57].

## Saint-Guilhem-le-Desert
- Musée de l'Abbaye de Saint-Guilhem-le-Désert : le musée présente de nombreux éléments architecturaux du XIIe siècle : chapiteaux, bas-reliefs, gisant[58]...
- Musée du village d'antan : présente de vieux objets et outils d'avant et représente la vie d'antan grâce à des reproductions miniatures réalisées avec des santons[59].

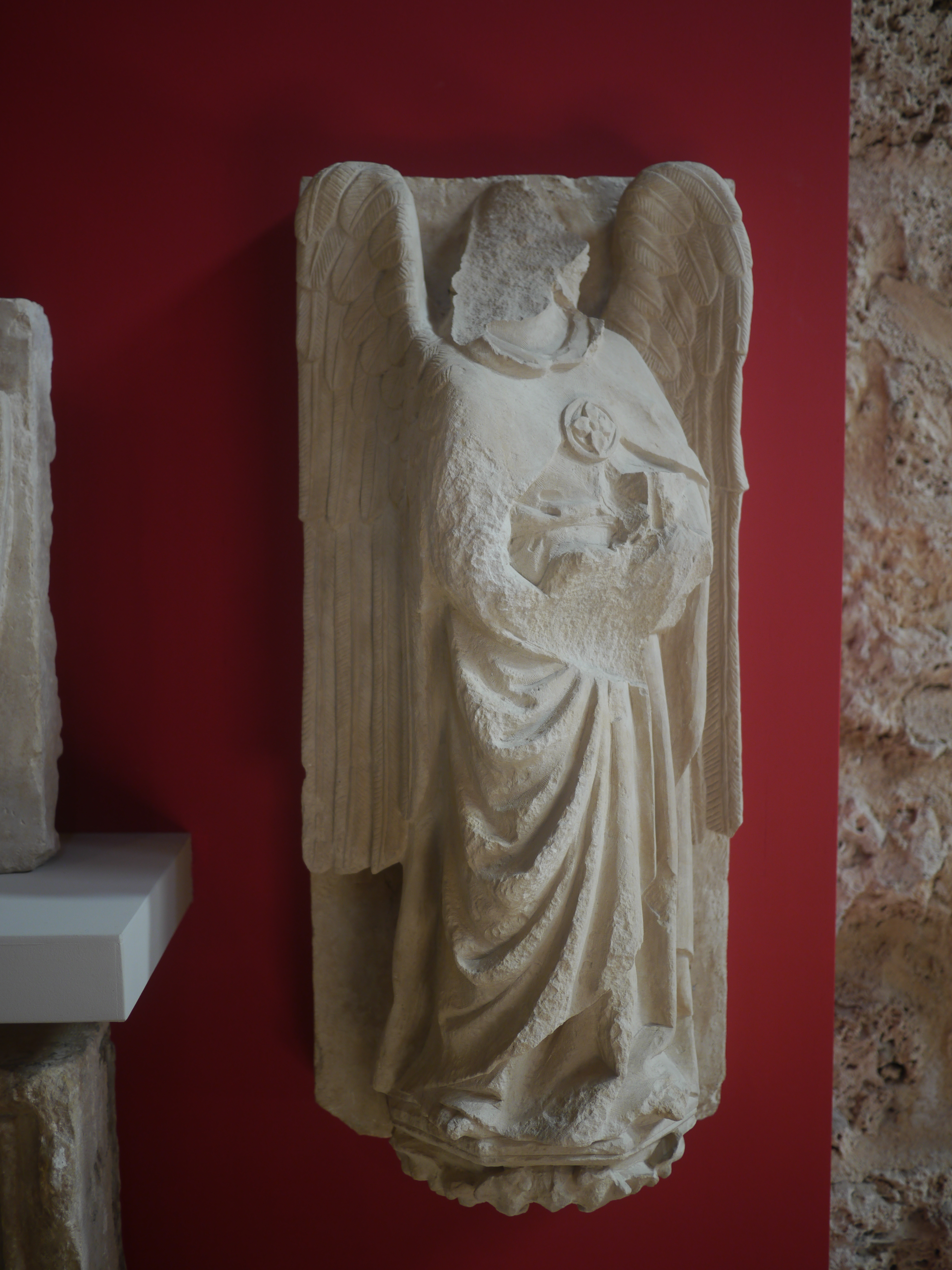
sculpture d'ange au musée de l'abbaye.
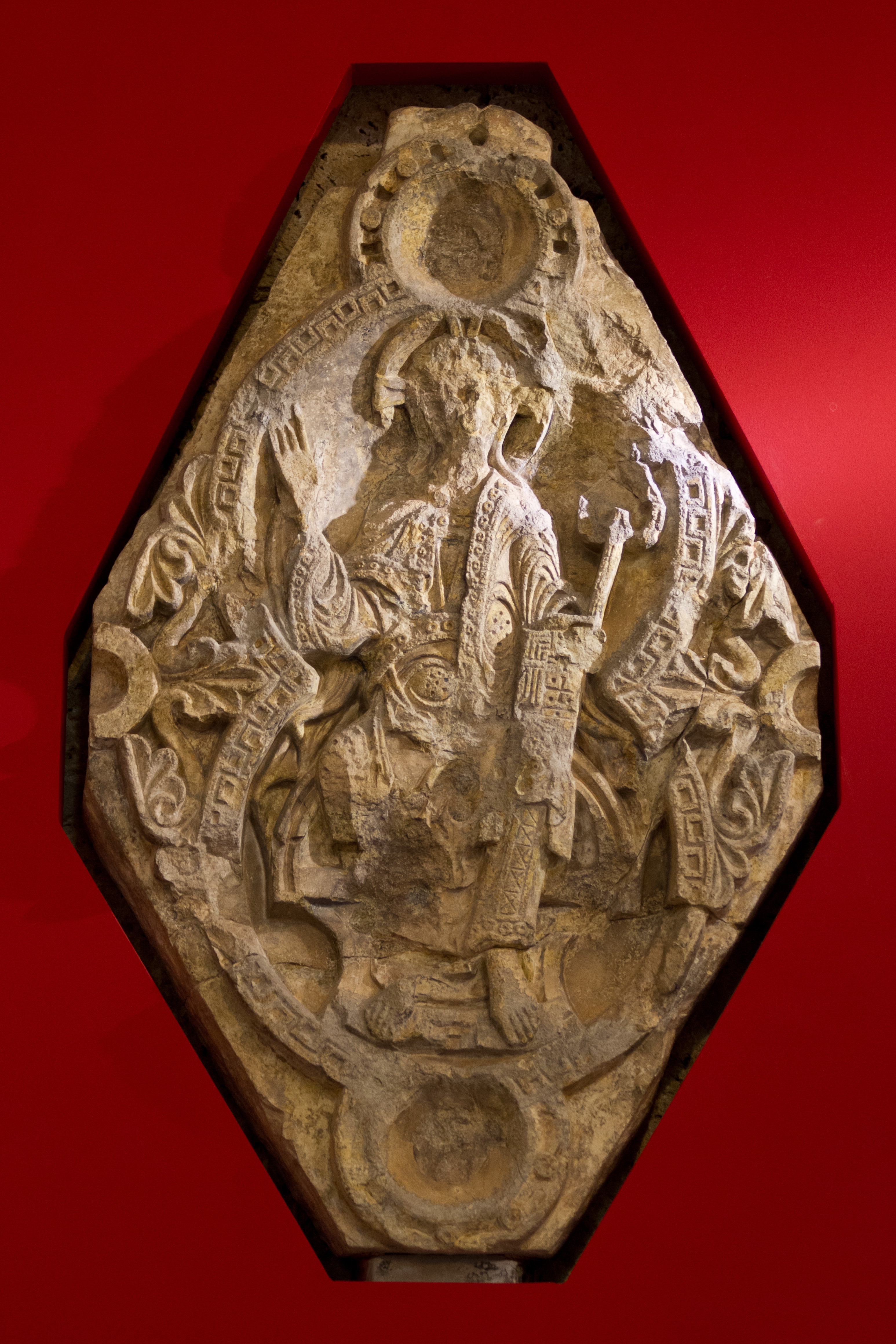
bas-relief.
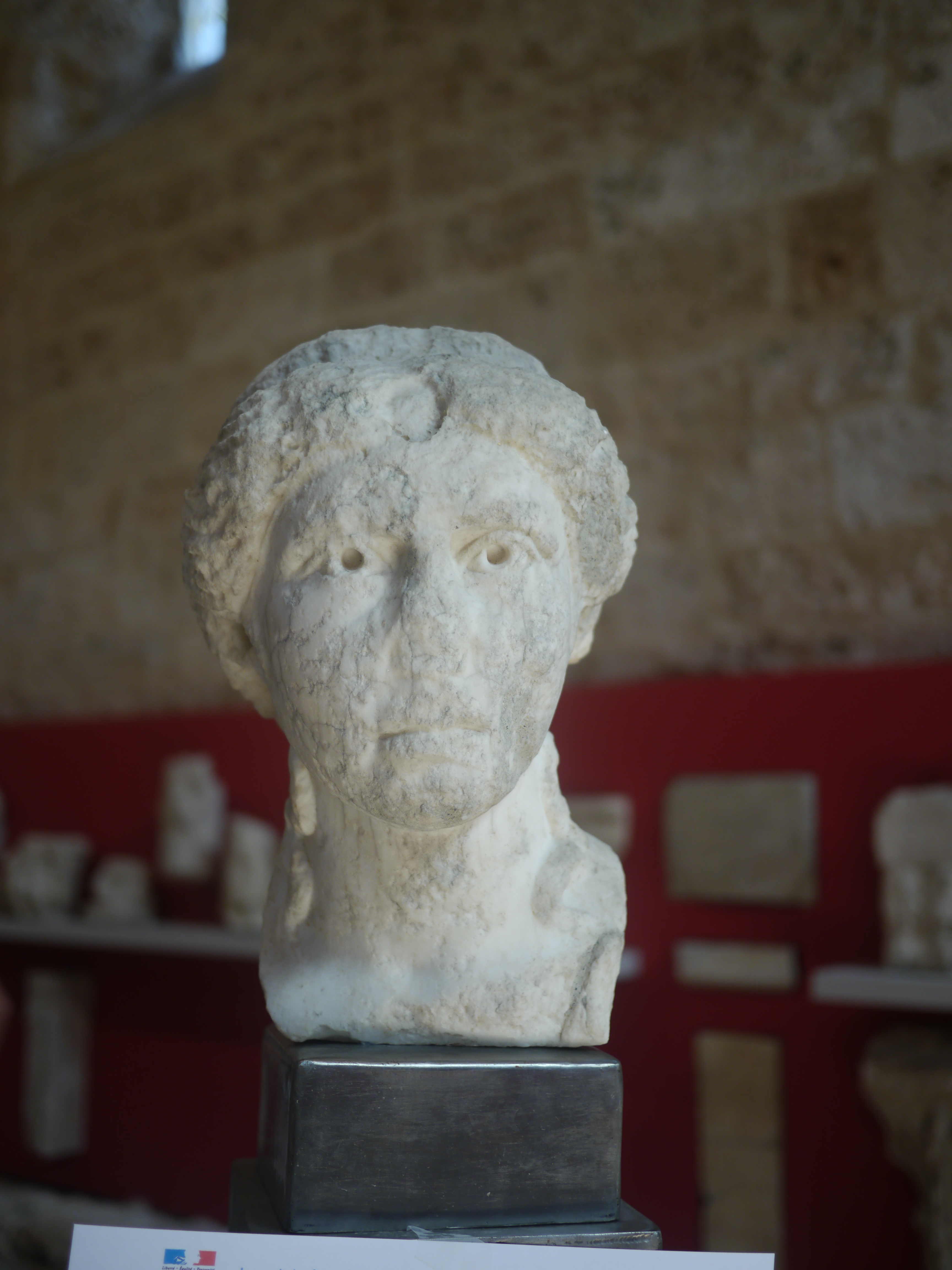
tête sculptée.

## Saint-Jean-de-Fos
- Argileum, le musée de la poterie : fait découvrir le métier de potier et propose des ateliers[60].

## Saint-Pons-de-Thomières
- Musée de la préhistoire régionale (Label Musée de France) : ouvert en 2008[61].

## Sérignan
- Musée régional d'art contemporain[62]

## Sète
- L'espace Georges-Brassens : présente la vie et l’œuvre de Georges Brassens[63].
- Galerie Dock Sud : galerie d'exposition d'art contemporain[64].
- Le musée Paul-Valéry (Label Musée de France) : présente de nombreuses œuvres de Paul Valéry et des œuvres sur les arts et traditions populaires des XIXe et XXe siècles[65].
- Le musée international des arts modestes (MIAM) : créé en 2000 et consacré aux arts modestes[66].
- Le centre régional d'art contemporain Occitanie (ou CRAC Occitanie) : créé en 1997[67].
- Le musée de la mer : retrace l'histoire du port de Sète depuis le XVIIIe siècle[68].

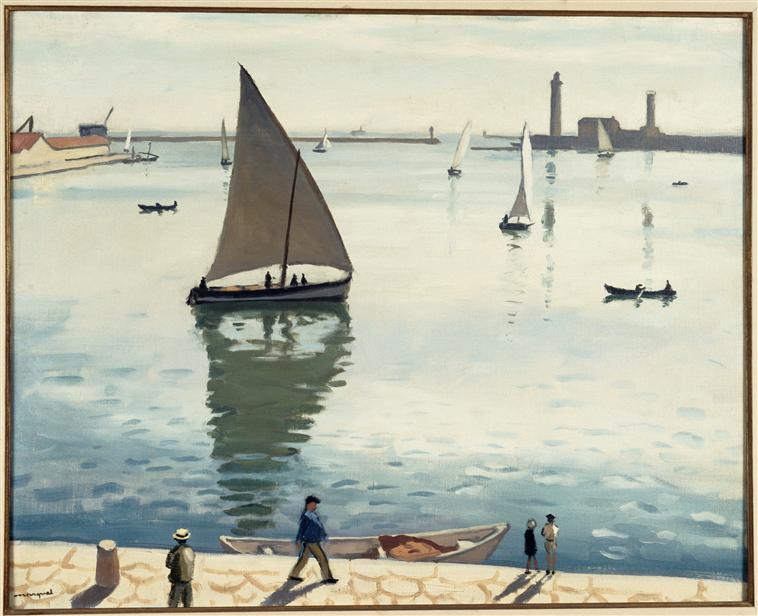
"Voiliers à Sète" au Musée Paul-Valéry.
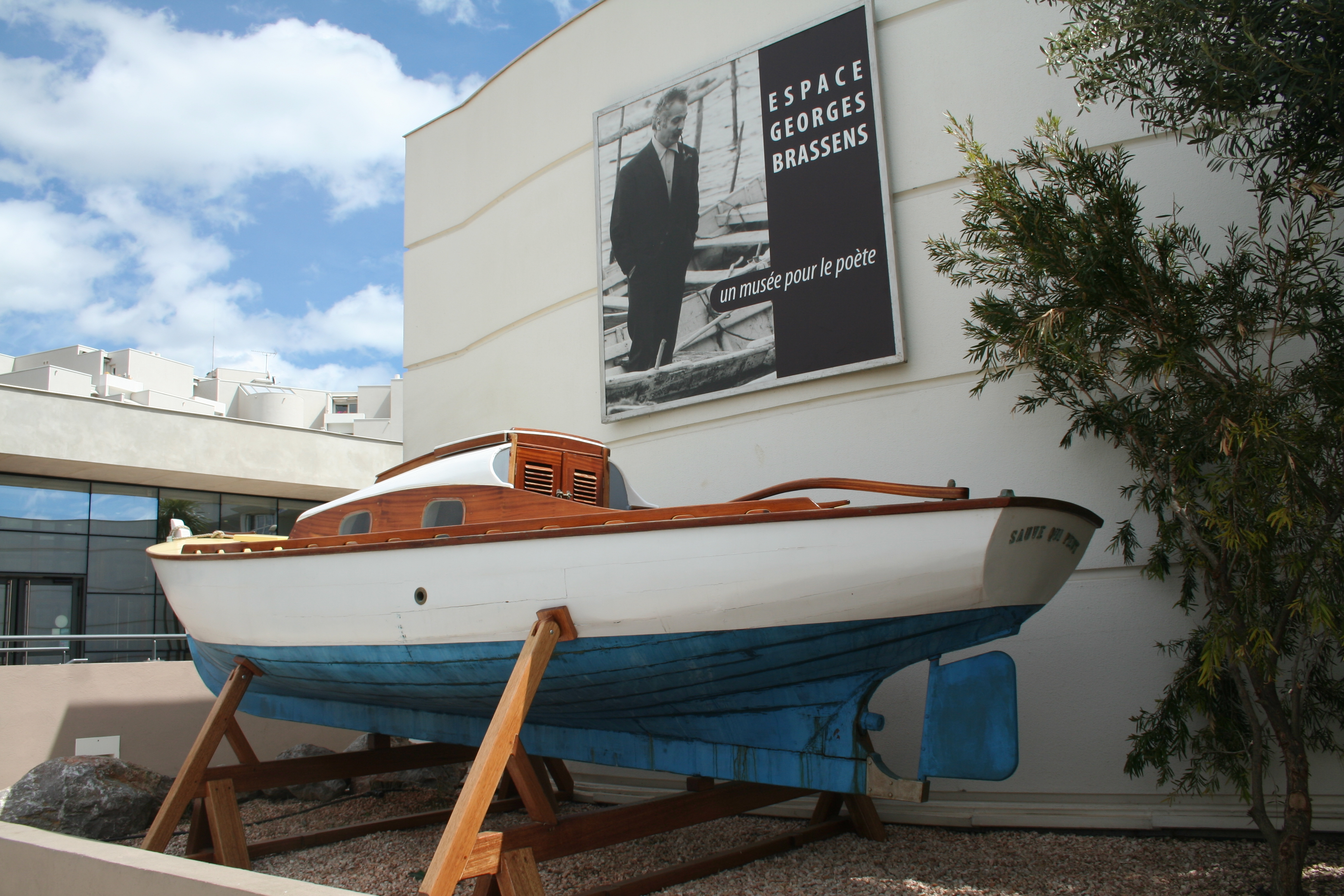
Espace Georges-Brassens.
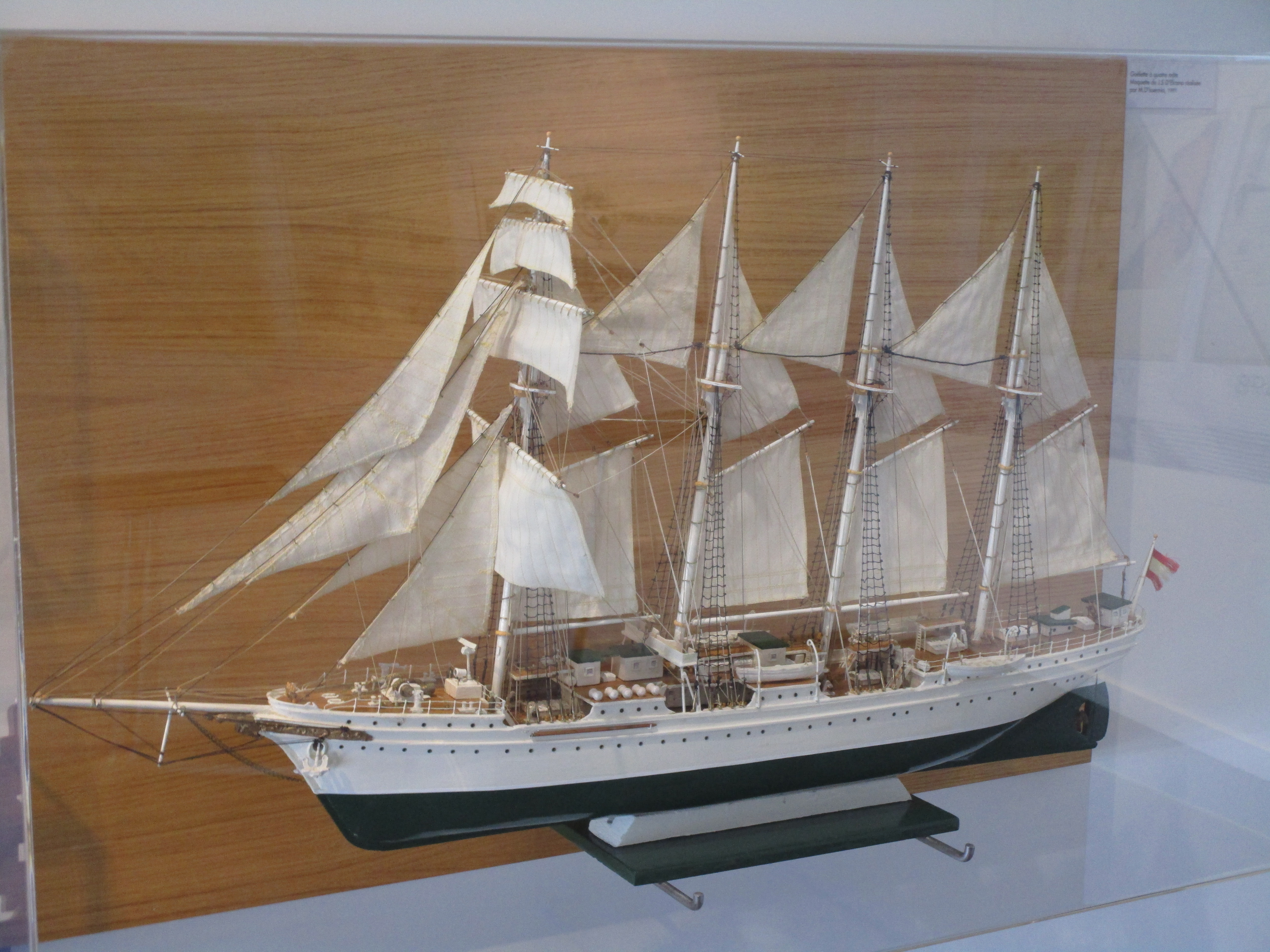
Musée de la Mer.
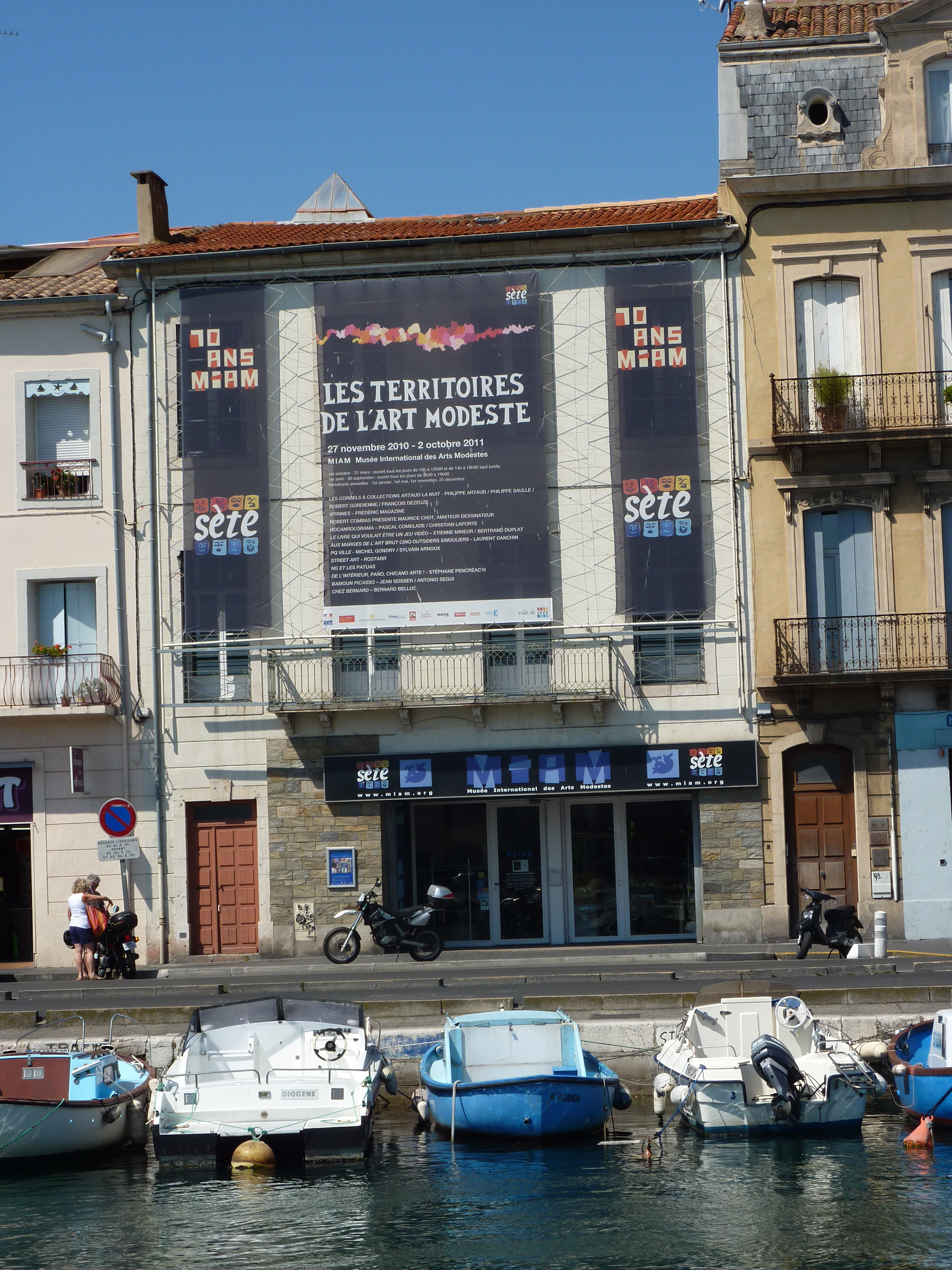
MIAM.

## Valras-Plage
- Le palais de la maquette - Musée du jouet : présente les plus grandes collections en jeux de construction "LEGO" et "K'NEX"[69].